# نوویه ماتی
نوویه ماتی (به لاتین: Novyye Maty) یک منطقهٔ مسکونی در روسیه است که در باشقیرستان واقع شده‌است.